# Отто-Ернст Ремер
Отто-Ернст Ремер (нім. Otto-Ernst Remer, 18 серпня 1912, Нойбранденбург, Мекленбург — 4 жовтня 1997, близько Марбелья, Малага) — один з наймолодших генералів вермахту. Входив до числа керівників придушення липневої змови. Після війни був одним із засновників і другим головою Соціалістичної Імперської партії Німеччини.

## Особисте життя
Ремер виріс у протестантській сім'ї. Його батько був інспектором юстиції. У 13 років вступив до молодіжного руху.
Ремер був одружений двічі. Від свого першого шлюбу він мав двох синів і одну дочку.

## Військова кар'єра
1 квітня 1933 вступив фанен-юнкером до Вермахту. 1 квітня 1935 отримав звання лейтенанта 4-го піхотного полку. З 3 січня 1939 командував 15-й ротою 89-го піхотного полку. Польську кампанію почав командиром 13-ї роти 479-го піхотного полку. З 1 березня 1940 командував 701-ї мотопіхотної бойової ротою, з якою взяв участь в Західній і Балканській кампаніях. 1 квітня 1941 проведений в чин капітана. З 1941 року воював на Східному фронті. З 1 лютого 1942 командир I батальйону 10-го стрілецького полку, з 1 квітня по 30 листопада 1942 року — IV батальйону піхотного полку «Großdeutschland». 29 серпня 1942 за свою багаторазово доведену хоробрість був нагороджений Німецьким хрестом у золоті. 1 січня 1943 був проведений в майори і призначений на посаду командира I-го батальйону, з яким особливо відзначився в березні 1943 року під Харковом. За це 18 травня 1943 Ремер був нагороджений Лицарським хрестом Залізного хреста. 12 листопада 1943 року за бої на заході від Харкова і на північ від Полтави влітку 1943 року був нагороджений Дубовим листям до Лицарського хреста Залізного хреста.
1 травня 1944 був призначений командиром охоронного полку «Großdeutschland» в Берліні. Під час липневої змови керував боротьбою з бунтівниками. Змовники припускали, що після вбивства Гітлера Ремер підкориться наказам нового командування. Однак у Ремера виникли сумніви, що його неправильно інформують, тому він відправив д-ра Хагена зв'язковим у Рейхсміністерство народної освіти, так як рейхсміністр д-р Геббельс як гауляйтер Берліна був одночасно імперським комісаром оборони Берліна і протектором дивізії«Großdeutschland». Тим часом Ремер, який знаходився разом з змовником комендантом Берліна генералом Хазе, почув з його розмови, що Геббельс повинен бути арештований і виконати це завдання належить йому. Ремер відмовився це зробити, і Хазе не став наполягати. Незабаром зв'язковий офіцер повернувся від Геббельса і повідомив Ремера про військовий путч. Тоді Ремер вирушив до Геббельса, який у присутності Ремера зв'язався по телефону з Гітлером, і Гітлер підтвердив Ремеру, що він живий, і наказав йому придушити заколот. Охоронний батальйон «Großdeutschland» взяв під контроль комендатуру на Унтер-ден-Лінден і заарештував змовників. За цей Ремер минаючи чин підполковника отримав чин оберста.
З 1 серпня командував Бригадою супроводу фюрера (нім. Führer-Begleit-Brigade), з якої взяв участь в Арденнській операції. 26 січня 1945 р. Бригада супроводу фюрера була розгорнута в дивізію.
31 січня Ремер був підвищений у генерал-майори Вермахту. На початку березня Дивізія супроводу фюрера брала участь у звільненні Лаубана від Червоної армії. Згодом дивізія була оточена під Шпрембергом, і 22 квітня Ремер дав наказ прориватися на південний захід до Дрездена. Небагатьом вдалося прорватися на захід, де потрапили в полон до американської армії. Згодом Ремер був переданий британській армії.

## Повоєнна діяльність

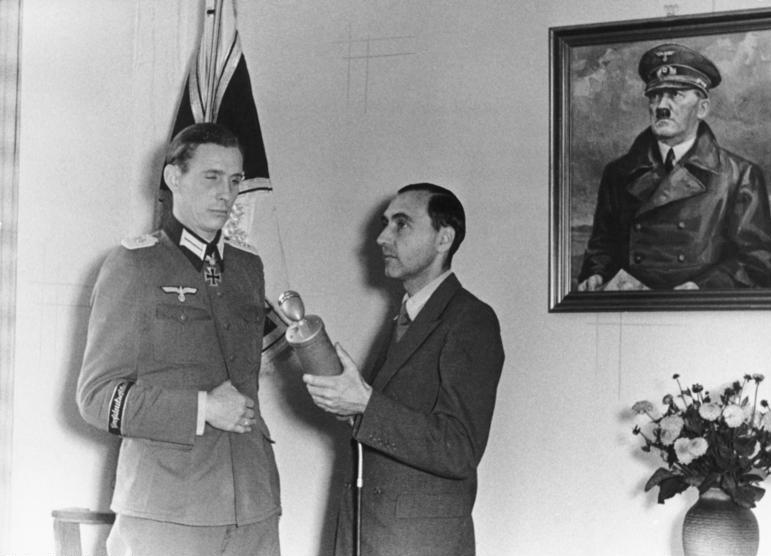
Ремер дає інтерв'ю Паулю Кнуве
щодо подій Липневої змови

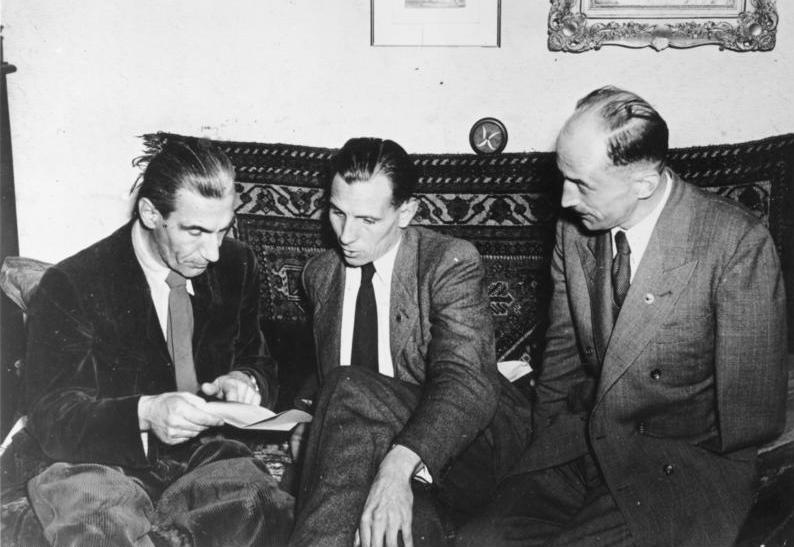
Лідери Соціалістичної Імперської партії
в 1952 році, зліва направо:
Дорльс, Ремер та граф фон Вестарп

Після того, як Ремер у 1947 році був відпущений з британського полону, він вивчився професії каменяра і оселився у Фарелі. Ремер був видним учасником різних партій націоналістичної спрямованості, зокрема він був одним із засновників і другим головою Соціалістичної Імперської партії (нім. Sozialistische Reichs-Partei, скор. SRP), заснованої у жовтні 1949 року і забороненої як «неонацистського» у жовтні 1952 року .
У 1951 році вийшла невелика книга Ремера «20. Juli 1944» (Гамбург, Verlag Deutsche Opposition). Книга складається з передмови і двох частин. У першій частині Ремер коротко виклав свою роль в подіях 20 липня 1944 року в Берліні. У другій частині, текст якої озаглавлений як «Німецька політика і проблема ремілітаризації», Ремер виклав погляди SRP на політику Німеччини. Він висловив свої побоювання щодо ремілітаризації Німеччини в інтересах і на умовах Сполучених Штатів, що почалася в 1950 році, так як вона, на його думку, могла послужити причиною превентивного нападу Радянського Союзу на сили Західного блоку, в який все більше втягувалася Німеччина.
Після того, як в березні 1952 року на процесі Ремер охарактеризував змовника Штауффенберга як державного зрадника і запроданця Батьківщини (нім. Hoch-und Landesverräter), він був засуджений до тримісячного арешту. Керований Фріцем Бауером судовий процес подбав про те, щоб Липнева змова укорінилася в історичній пам'яті Федеративної Республіки.
У 1953 році Ремер виїхав з Німеччини і довгий час працював військовим радником президента Насера в Єгипті, паралельно займаючись організацією постачань озброєнь до Сирії.
У 1983 році Ремер заснував організацію Die Deutsche Freiheitsbewegung (укр. Німецький визвольний рух), головою якої він був до 1989 року, після чого став її почесним головою. Земельні суди різних земель Німеччини в 1986, 1992, 1993 і 1994 роках засуджували його до різних видів покарання за заперечення голокосту. Тому в 1994 році він емігрував до Іспанії, уникнувши таким чином 22-х-місячного арешту. У 1996 році уряд Іспанії відмовив Німеччині у видачі Ремера.

## Нагороди
- Медаль «За вислугу років у Вермахті» 4-го класу (4 роки)
- Золотий почесний знак Гітлер'югенду
- Залізний хрест 2-го і 1-го класу
- Нагрудний знак «За участь у загальних штурмових атаках»
- Німецький хрест в золоті (29 серпня 1942)
- Медаль «За зимову кампанію на Сході 1941/42»
- Нагрудний знак ближнього бою в сріблі
- Нагрудний знак «За поранення» в золоті
- Відзначений у Вермахтберіхт
- Орден «За хоробрість» 4-го ступеня, 1-й клас з мечами (Болгарія)
- Лицарський хрест Залізного хреста з дубовим листям
  - лицарський хрест (18 травня 1943)
  - дубове листя (12 листопада 1943)

## У фільмах
Командир охоронного батальйону Ремер — один з героїв фільмів «Валькірія» і 3-ї серії кіноепопеї «Звільнення». У «Валькірії» Ремер виконує накази генерала Ольбріхта, заарештовуючи функціонерів СС. Отримавши одночасно два накази — один від Ольбріхта з наказом заарештувати рейхсміністра пропаганди доктора Геббельса та інший зі ставки Гітлера в Растенбурзі з наказом заарештувати Штауффенберга, Ремер здогадується, що відбувається путч, але він не знає на чий стороні виступає. Доктор Геббельс, побачивши що до будівлі рейхсміністерства пропаганди під'їжджають солдати, просить зв'язати його з Гітлером і передає трубку Ремеру, який увійшов в кабінет. Отримавши особистий наказ від Гітлера «Взяти живими змовників» атакує штаб-квартиру змовників і бере їх у полон. Роль Ремера виконує німецький актор Томас Кречманн. У «Звільненні» роль Ремера — лише епізодична. Почувши як Ремер каже секретарці, що він прийшов заарештувати доктора Геббельса, останній виходить в приймальню і дає Ремеру поговорити по телефону з Гітлером. Гітлер безпосередньо по телефону призводить Ремера у полковники і передає наказ придушити заколот. Роль Ремера виконує актор з НДР Генріх Кен

### Епізоди з фільмів
- Valkyrie: A Tribute to Major Remer Епізод з фільму «Валькірія» за участю Отто-Ернста Ремера
- Hitler & Major Otto Ernst Remer-Phone Scene {Thomas Kretschmann} Valkyrie Епізод з фільму «Валькірія» за участю Отто-Ернста Ремера

### Публікації Ремера
- 20. Juli 1944 (1951,
- Verschwörung und Verrat um Hitler: Urteil des Frontsoldaten (1981, укр. Злочинна змова і зрада навколо Гітлера: Вирок фронтовиків)
- Kriegshetze gegen Deutschland: Lüge und Wahrheit über die Ursachen beider Weltkriege (1989, укр. Підбурювання до війни проти Німеччини: Брехня і правда про причини обох Світових воєн)
- Die Zeit… lügt!: Stellungnahme von vier Wissenschaftlern zu einer Serie der Wochenzeitung Die Zeit, Nr. 39, 18.9.1992, S. 104 und Nr. 40, 25.9.1992, S. 90: Gab es die Massenvernichtung jüdischer Menschen im Dritten Reich? (1992, в співавторстві, (укр. Die Zeit... бреше! Відкликання чотирьох вчених з приводу серії статей у щотижневій газеті «Die Zeit», № 39 від 18.9.1992, с. 104 і № 40, 25.9.1992, с. 90. Чи було масове знищення євреїв у Третьому рейху?)